# Basket S. Albino
Il Basket S. Albino era una società di pallacanestro di Brugherio, nata nel 1949 presso l'oratorio del quartiere Sant'Albino.
Inizialmente denonominata Pallacanestro Achille Grandi e affiliata al Centro Sportivo Italiano, fu ammessa al campionato FIP nel 1951, anno in cui adottò i colori sociali rosso (dei calzoncini) e nero (della maglia).
Il primo allenatore fu Giovanni Cremona, giocatore della Forti e Liberi, cui seguì Filippo Merloni, satalbinese di adozione, grazie al quale la squadra iniziò l'attività agonistica organizzata.
Con l'ingresso nella Prima Divisione, cessò l'esperienza oratoriana della squadra, che mutò sede sociale, consiglio direttivo e denominazione, divenendo Unione Sportiva Basket S. Albino, o più semplicemente Basket S. Albino.
Nel 1955-56, quando venne introdotta la Promozione tra la serie C e la Prima Divisione, il S. Albino passò a giocare in questo nuovo livello del campionato. Tale circostanza rese improrogabile la necessità di dotarsi di un campo da gioco di dimensioni regolamentari, che fu costruito nel 1957, grazie al contributo della Cooperativa Cattolica, cooptata tra i consiglieri della società sportiva nello stesso anno.
La squadra fu ammessa alla serie C nel 1958-59 e, con la pressoché contemporanea abolizione della stessa, fu promossa in serie B l'anno successivo.
Gli anni di militanza in B richiesero un grosso sforzo economico, che spinse i dirigenti del S. Albino a cercare altri finanziamenti. Fu così concluso, nel 1962, un accordo con la Candy, che portò alla rescissione dell'accordo con la Cooperativa cattolica. Ottenuta la nuova sponsorizzazione, la squadra cambiò nome in Centro Sportivo Candy Brugherio (C. S. Candy Brugherio) e modificò i colori sociali in azzurro-giallo.
Le ristrutturazioni del campionato del 1964-1966 riportarono di nuovo la squadra in C. Vinse la Serie C 1967-68 e venne promossa in Serie B 1968-69, dove rimase sei anni.
Dal 1968 beneficiò di un campo coperto, ubicato all'interno dello stabilimento Candy, e, due anni dopo, della costruzione del nuovo palazzetto dello sport.
Nella stagione Serie B 1973-74, finanziata dalla multinazionale svizzera Panda, ottenne un secondo posto nella regular season, che rimase il suo massimo risultato. Restò nella serie cadetta fino al 1974 poi, per la riforma del campionato, con la creazione della serie A2, rinunciò anche alla B e si autoretrocesse in C, finché non si sciolse e il testimone passò alla CGB Brugherio.
Tra i giocatori di spicco ebbe Aldo Tommasini e tra gli allenatori Valerio Bianchini, poi commissario tecnico della nazionale.